# Droits LGBT au Venezuela
Les personnes lesbiennes, gaies, bisexuelles et transgenres (LGBT) au Venezuela font face à un ensemble de difficultés et de discriminations que ne vivent pas les personnes non-LGBT.

## Législations et droits
L'homosexualité est dépénalisée depuis 1997.
Un député vénézuélien ouvertement gay s'est réfugié en France après des persécutions politiques au Venezuela.
Malgré la législation qui interdit les discriminations en raison de l'orientation sexuelle ou de l'identité de genre depuis 1996 et réaffirmée en 2012, de nombreuses personnes LGBT quittent le pays.

### Reconnaissance des couples homosexuels
La situation politique a pendant plusieurs années empêché que la question de la reconnaissance des couples homosexuels soit abordée.

## Tableau récapitulatif
| Dépénalisation de l’homosexualité                                                   | Depuis 1997          |
| Majorité sexuelle identique à celle des hétérosexuels                               | Depuis 1997          |
| Interdiction de la discrimination liée à l'orientation sexuelle à l'embauche        | Depuis 1996          |
| Interdiction de la discrimination liée à l'identité de genre dans tous les domaines | depuis 1996          |
| Mariage civil                                                                       | mais projet de loi   |
| Reconnaissance des couples homosexuels                                              | mais projet de loi   |
| Adoption conjointe dans les couples de personnes de même sexe                       | Non                  |
| Adoption coparentale par les couples homosexuels                                    | Non                  |
| Adoption par une personne homosexuelle célibataire                                  | Oui                  |
| Droit pour les gays de servir dans l’armée                                          | Pas d'information    |
| Droit de changer légalement de genre                                                | depuis 2016          |
| Interdiction de thérapies de conversion                                             | Non                  |
| Gestation pour autrui pour les gays                                                 | Non                  |
| Accès aux FIV pour les lesbiennes                                                   | Oui                  |
| Autorisation du don de sang pour les HSH                                            | Information inconnue |